# Lichamelijke opvoeding

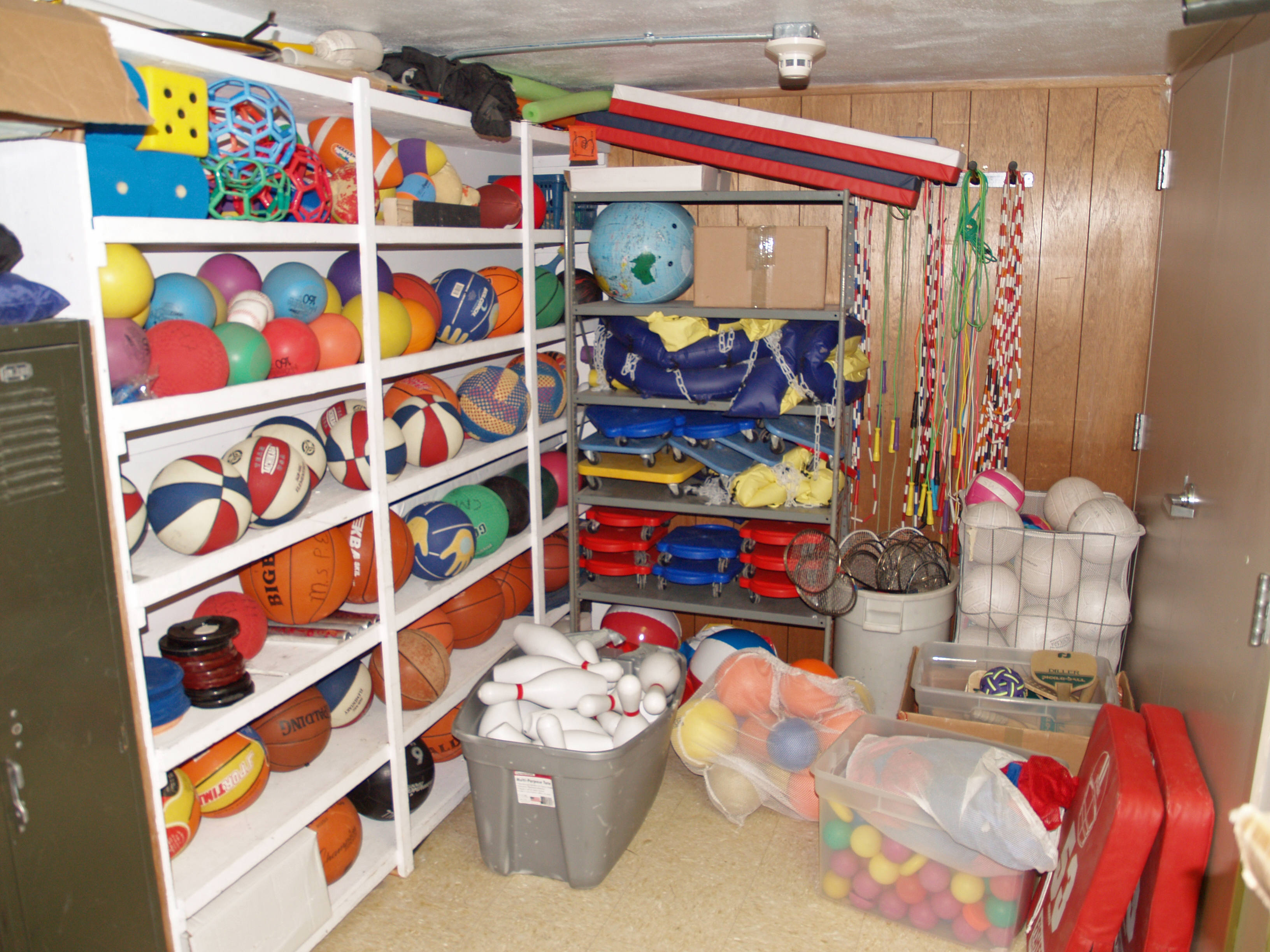
Lesmiddelen voor lichamelijke opvoeding

Lichamelijke opvoeding (lo) is bewegingsonderwijs op het voortgezet onderwijs (Nederland) of secundair onderwijs (België). In de volksmond kent men dit vak als gymnastiek of kortweg gym. Ook in het basisonderwijs staat het standaard op het programma.
Tot ongeveer 1980 werd gymnastiek meestal aan jongens en meisjes apart gegeven (behalve op kleuterscholen). Sindsdien is het meestal gemengd. Over het algemeen is men van mening dat er vanaf ongeveer 10 jaar aparte kleedkamers en douches voor jongens en meisjes moeten zijn. Het geslacht van de leraar was belangrijk, voor de meisjes was het een vrouw en voor de jongens een man. Om misbruik te voorkomen.
Op de meeste scholen wordt het vak lichamelijke opvoeding gebruikt om fysieke inspanning aan te moedigen door middel van het uitoefenen van verschillende sporten. Het vergroot de conditie en gezondheid van de leerling en het verbetert team-opbouw, samenwerking, sportiviteit en eerlijk spel. Schoolsporten die praktisch georganiseerd kunnen worden zijn onder andere: gymnastiek, turnen en yoga, atletiek, basketbal, handbal, judo, softbal, trefbal, voetbal, volleybal.
De kerndoelen binnen lichamelijke opvoeding zijn geschreven voor de volgende domeinen:
- Spel
- Turnen
- Atletiek
- Bewegen op muziek
- Zelfverdediging
- Aanleren of correctie van gezonde lichaamshouding

De leerdoelen (ook wel vaardigheden genoemd) bij lichamelijk opvoeding in het onderwijs zijn onderverdeeld in:
- Motorische leerdoelen
- Sociale en emotionele leerdoelen
- Cognitieve leerdoelen

Er wordt meestal op gymschoenen geoefend, soms is gymmen op blote voeten toegestaan.

## Nederland
Het vak lichamelijke opvoeding is bij havo en vwo ingedeeld in verschillende domeinen:

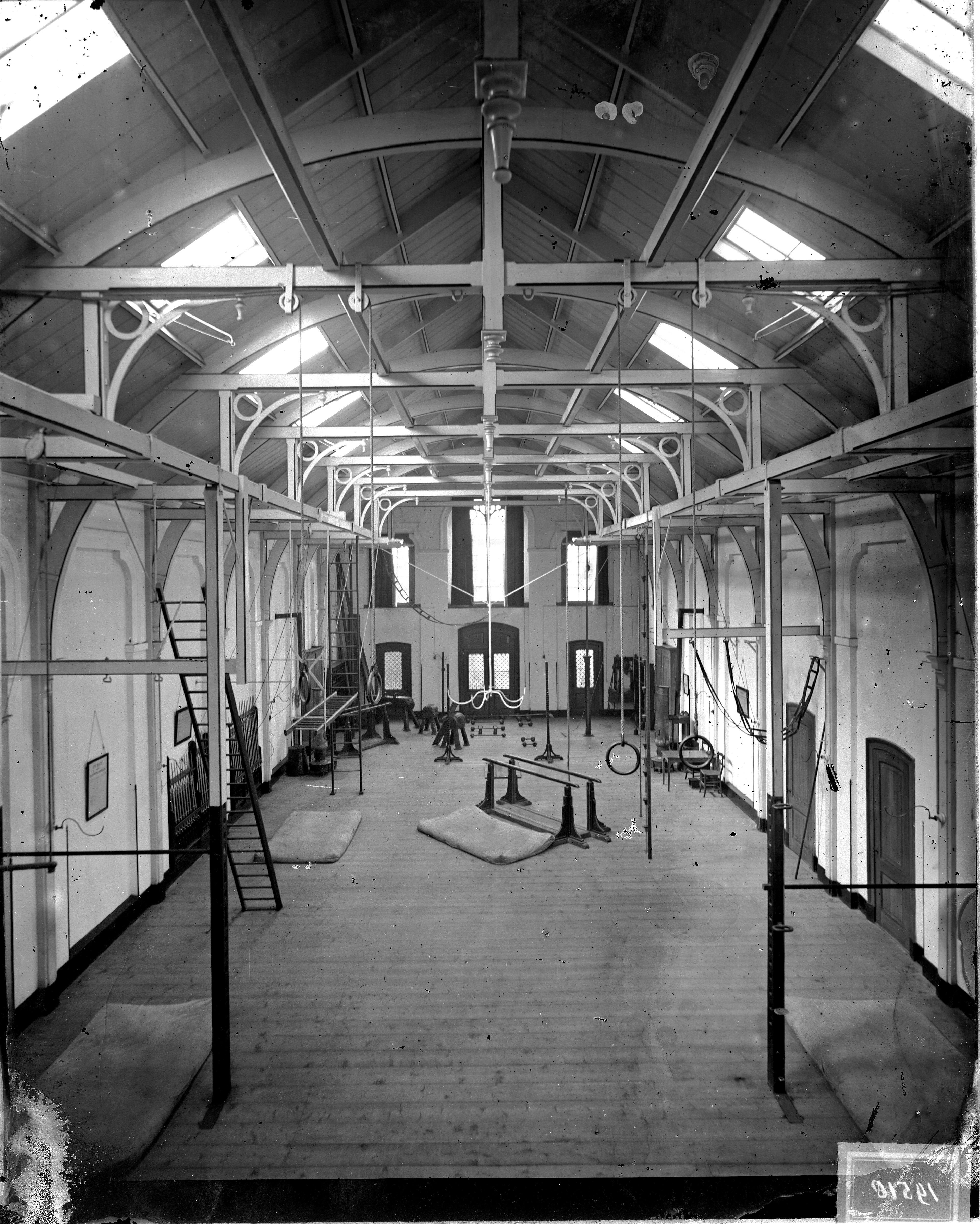
Interieur van een gymzaal uit de late negentiende eeuw. (Leiden)

- Interieur van een gymzaal uit de late negentiende eeuw. (Leiden)Algemene vaardigheden, zoals goed in een groep kunnen sporten.
- Bewegen, een leerling moet kunnen meedoen aan verschillende soorten sporten, zoals balsporten, turnen, atletiek en 'bewegen op muziek'.
- Bewegen en regelen, een leerling kan bijvoorbeeld toernooien organiseren.
- Bewegen en gezondheid, een leerling kent het belang van bewegen voor de gezondheid.
- Bewegen en samenleving, een leerling moet een mening kunnen geven over maatschappelijke effecten van sport en bewegen.

Dit vak is verplicht voor alle leerlingen op middelbare school, behalve leerlingen op VAVO-scholen en telt mee bij het combinatiecijfer.
Leraren Lichamelijke Opvoeding worden opgeleid aan een Academie voor Lichamelijke Opvoeding.
De universitaire studierichting lichamelijke opvoeding is van 1971 tot 1985 te volgen geweest op de Vrije Universiteit aan de Interfaculteit Lichamelijke Opvoeding. Hier werd Lichamelijke Opvoeding in brede zin (schoolvak, bewegingstherapie, bewegingsagogiek, sport) bedoeld. Vanaf 1985 is het curriculum veranderd, en gekozen voor de naam Faculteit der Bewegingswetenschappen.

## Vlaanderen
In het hele secundair onderwijs in Vlaanderen staat lichamelijke opvoeding voor twee lestijden per week geprogrammeerd. Enkele scholen richten meer lesuren sport/lichamelijke opvoeding in; met name in de studierichtingen wetenschappen-sport (aso), lichamelijke opvoeding en sport (tso) en de topsportscholen.
Alleen met een medisch attest kunnen leerlingen vrijgesteld worden van het vak. In dat geval moeten ze aanwezig zijn in de les en een vervangende pedagogische taak verrichten.

## Examen
In Nederland moet het onderdeel lichamelijke opvoeding met een voldoende of een goed worden afgesloten om deel te kunnen nemen aan het centraal eindexamen. Dit cijfer wordt bepaald door de school zelf.